# اچ‌ام‌ای‌اس سامارای (پی ۸۵)
اچ‌ام‌ای‌اس سامارای (پی ۸۵) (به انگلیسی: HMAS Samarai (P 85)) یک کشتی بود که طول آن ۱۰۷٫۶ فوت (۳۲٫۸ متر) بود. این کشتی در سال ۱۹۶۷ ساخته شد.